# Копнени саобраћај
Копнени саобраћај је вид саобраћаја којим се врши кретање људи и добара, коришћењем копнених путева.

## Подела
Овај вид саобраћаја може се поделити на следећи начин:
- Пешачење
- Каравански саобраћај
- Друмски саобраћај
- Железнички саобраћај